# All the Small Things
All the Small Things è un singolo del gruppo musicale statunitense blink-182, estratto dall'album Enema of the State e pubblicato il 18 gennaio 2000.
Tom DeLonge, cantante e chitarrista del gruppo, ha raccontato di aver scritto questa canzone per la fidanzata (successivamente moglie) Jen. I blink-182 hanno suonato live questa canzone agli MTV Europe Music Awards del 2000, dove hanno anche vinto diversi premi.

## Video musicale
Nel video del singolo si possono notare numerose parodie di artisti pop  come Christina Aguilera (Genie in a Bottle), Britney Spears (Sometimes) e Backstreet Boys (I Want It That Way) .
Esso è stato nominato come Best Video da Kerrang! Awards, mentre ha vinto agli MTV Video Music Awards come Best group Video.

## Tracce
CD1
1. All the Small Things
2. Dumpweed (live)
3. What's My Age Again? (live)

CD2
1. All the Small Things
2. All the Small Things (live)
3. Dammit (live)
4. All the Small Things (video)

- Le tracce dal vivo sono state registrate all'Electric Ballroom, Londra, Inghilterra, il 30 novembre 1999

## Formazione
- Mark Hoppus, basso, voce
- Tom DeLonge, chitarra, voce
- Travis Barker, batteria